# Jyderup Realskole
Jyderup Realskole var i 1978 landets største kostskoler med omkring  400 kostskoleelever. Den nøjagtige dato for skolens åbning kan ikke med sikkerhed fastslås, men gamle overleveringer og sandsynligheden taler for at det skete den 1. september 1894.
Jyderup Realskole, både dagskolen, Jyderup Erhvervsfaglige Grundskole og alle bostederne ophørte i 1982. Jyderup Realskole blev erklæret konkurs den 20. juni 1982. 

## Bosteder
- Jyderup Realskoles Kollegium, Søbæksvej 11, 4450 Jyderup med over 120 elever.
- Stedinghus, Chr. F. Jensens Vej 8, 4450 Jyderup, med ca. 63 elever.
- Den lille kostskole i Lille Stokkebjerg med max. 13 elever.
- Birkegården, Viskinge, 4470 Svebølle med 24 elever.
- Tjørnemarksgården, Strandbakken 117, beliggende ved Røsnæs nær Kalundborg med 17 elever.
- Elmevejens Kostskole, Elmevej 10, 4400 Kalundborg med 14 elever (drenge).
- Den gamle skole i Svebølle, Skolevej 8, 4470 Svebølle med 9 elever.[1]

Enkelte elever boede på værelser hos nogle af skolens lærere. og fra 7. august 1978 ”Jyderup Erhvervsrettede Grundskole"(JEG) med undervisningslokaler på den tidligere krudt- og lakfabrik samt kollegium umiddelbart foran” og 148 elever

## Ekstern henvisning
- Jyderup Realskole Arkiveret 8. juli 2015 hos  Wayback Machine

|  | Denne artikel om en bygning eller et bygningsværk kan blive bedre, hvis der indsættes et (bedre) billede. Du kan hjælpe ved at afsøge Wikimedia Commons for et passende billede eller lægge et op på Wikimedia Commons med en af de tilladte licenser og indsætte det i artiklen. |

|  | Denne artikel kan blive bedre, hvis der indsættes geografiske koordinater Denne artikel omhandler et emne, som har en geografisk lokation. Du kan hjælpe ved at indsætte koordinater i wikidata. |